# 7. Primetime Emmy-gála
A 7. Primetime Emmy-gála során az 1954-ben főműsoridőben bemutatott, amerikai televíziós programokat értékelték. A jelölteket az Academy of Television Arts & Sciences választotta ki. A Los Angeles-i Moulin Rouge Nightclubban tartott ceremóniát az NBC közvetítette 1955. március 7-én, ez volt az első alkalom, hogy nemzteközileg is sugározták a gálát. A műsor házigazdája Steve Allen volt. A gála során először díjazták a rendőröket és forgatókönyvírókat, valamint a kis szerepeket játszó színészeket is jelölték, akik később saját kategóriát kaptak a legjobb vendégszínész képében. A gálán Fredric March lett az első színész, akit két különböző munka miatt is jelöltek Emmy-díjra.

## Győztesek és jelöltek
A nyertesek félkövérrel jelölve.

### Műsorok
| Legjobb vígjátéksorozat | Legjobb drámasorozat |
| --- | --- |
| - Make Room for Daddy (ABC) - The George Burns and Gracie Allen Show (CBS) - I Love Lucy (CBS) - Mister Peepers (NBC) - Our Miss Brooks (CBS) - Private Secretary (CBS)                                                                             | - The United States Steel Hour (ABC) - Four Star Playhouse (CBS) - Medic (NBC) - The Philco Television Playhouse (NBC) - Studio One (CBS)                                                                  |
| Legjobb varietéműsor | Legjobb vetélkedő |
| - Disneyland (ABC) - The Ed Sullivan Show (CBS) - The George Gobel Show (NBC) - The Jack Benny Program (CBS) - The Jackie Gleason Show (CBS) - Your Hit Parade (NBC)                                                                                | - This Is Your Life (NBC) - Masquerade Party (ABC) - People Are Funny (NBC) - What's My Line? (CBS) - You Bet Your Life (CBS)                                                                              |
| Legjobb misztikus sorozat | Legjobb gyerekműsor |
| - Dragnet (NBC) - Foreign Intrigue (NBC) - I Led Three Lives (NBC) - Racket Squad (CBS) - Waterfront (szindikált sugárzás) | - Lassie (CBS) - Art Linkletter and the Kids (szindikált sugárzás) - Ding Dong School (NBC) - Kukla, Fran and Ollie (ABC) - Time for Beany (PTN) - Zoo Parade (NBC)                                        |
| Legjobb ismeretterjesztő műsor | Legjobb sportműsor |
| - Omnibus (CBS) - Life Is Worth Living (DuMont) - Meet the Press (NBC) - See It Now (CBS) | - Gillette Cavalcade of Sports (NBC) - Forrest Hills Tennis Matches (NBC) - Greatest Moments in Sports (NBC) - NCAA Football Games (ABC) - Pabst Blue Ribbion Bouts (CBS) - Professional Football (DuMont) |
| Legjobb western vagy kalandsorozat | Legjobb napi műsor |
| - Stories of the Century (szindikált sugárzás) - The Adventures of Wild Bill Hickok (szindikált sugárzás) - Annie Oakley (szindikált sugárzás) - Death Valley Days (CBS) - The Roy Rogers Show (NBC)                                                | - House Party (CBS) - The Betty White Show (NBC) - The Bob Crosby Show (CBS) - The Garry Moore Show (CBS) - The Robert Q. Lewis Show (CBS)                                                                 |
| Az év műsora | |
| - Disneyland (Epizód: "Operation Undersea") (ABC) - Light's Diamond Jubilee (szimultán sugárzás) - Medic (Epizód: "White Is the Color") (NBC) - Shower of Stars (Epizód: "A Christmas Carol") (CBS) - Studio One (Epizód: "Twelve Angry Men") (CBS) | |

### Színészek

#### Főszereplők
| Legjobb férfi főszereplő | Legjobb női főszereplő |
| --- | --- |
| - Danny Thomas – Make Room for Daddy (Danny Williams) (ABC) - Richard Boone – Medic (Dr. Konrad Styner) (NBC) - Robert Cummings – My Hero (Bob Beanblossom) (NBC) - Jackie Gleason – The Jackie Gleason Show (Ralph Kramden) (CBS) - Jack Webb – Dragnet (Joe Friday) (NBC) | - Loretta Young – The Loretta Young Show (Önmaga) (NBC) - Gracie Allen – The George Burns and Gracie Allen Show (Gracie Allen) (CBS) - Eve Arden – Our Miss Brooks (Connie Brooks) (CBS) - Lucille Ball – I Love Lucy (Lucy Ricardo) (CBS) - Ann Sothern – Private Secretary (Susie McNamara) (CBS) |

#### Mellékszereplők
| Legjobb férfi mellékszereplő | Legjobb női mellékszereplő |
| --- | --- |
| - Art Carney – The Jackie Gleason Show (Ed Norton) (CBS) - Ben Alexander – Dragnet (Frank Smith) (NBC) - Don DeFore – The Adventures of Ozzie and Harriet (Thorny) (ABC) - William Frawley – I Love Lucy (Fred Mertz) (CBS) - Gale Gordon – Our Miss Brooks (Osgood Conklin) (CBS) | - Audrey Meadows – The Jackie Gleason Show (Alice Kramden) (CBS) - Bea Benaderet – The George Burns and Gracie Allen Show (Blanche Morton) (CBS) - Jean Hagen – Make Room for Daddy (Margaret Williams) (ABC) - Marion Lorne – Mister Peepers (Mrs. Gurney) (NBC) - Vivian Vance – I Love Lucy (Ethel Mertz) (CBS) |

#### Egyedülálló alakítások
| Legjobb egyedülálló alakítást nyújtó színész | Legjobb egyedülálló alakítást nyújtó színésznő |
| --- | --- |
| - Robert Cummings – Studio One (Epizód: "Twelve Angry Men") (Nyolcas esküdt) (CBS) - Frank Lovejoy – Lux Video Theatre (Epizód: "Double Indemnity") (Walter Neff) (CBS) - Fredric March – The Best of Broadway (Epizód: "The Royal Family") (Tony Cavendish) (CBS) - Fredric March – Shower of Stars (Epizód: "A Christmas Carol") (Ebenezer Scrooge) (CBS) - Thomas Mitchell – The Ford Television Theatre (Epizód: "The Good of His Soul") (Devlin) (NBC) - David Niven – Four Star Playhouse (Epizód: "The Answer") (Deacon) (CBS) | - Judith Anderson – Hallmark Hall of Fame (Epizód: "Macbeth") (Lady Macbeth) (CBS) - Ethel Barrymore – Climax! (Epizód: "The Thirteenth Chair") (osalie La Grange) (CBS) - Beverly Garland – Medic (Epizód: "White Is the Color") (Estelle Collins) (NBC) - Ruth Hussey – Lux Video Theatre (Epizód: "Craig's Wife") (Harriet Craig) (CBS) - Dorothy McGuire – Climax! (Epizód: "The Gioconda Smile") (Janet Spence) (CBS) - Eva Marie Saint – The Philco Television Playhouse (Epizód: "Middle of the Night") (Betty) (NBC) - Claire Trevor – Lux Video Theatre (Epizód: "Ladies in Retirement") (Ellen Creed) (CBS) |

### Rendezők
| Legjobb rendező |
| --- |
| - Studio One (Epizód: "Twelve Angry Men") – Franklin Schaffner (CBS) - Four Star Playhouse – Roy Kellino (CBS) - The Loretta Young Show – Robert Florey (NBC) - The United States Steel Hour – Alex Segal (ABC) - Waterfront – Ted Post (szindikált sugárzás) - Your Hit Parade – Clark Jones (NBC) |

### Forgatókönyvírók
| Legjobb forgatókönyv (vígjátéksorozat) | Legjobb forgatókönyv (drámasorozat) |
| --- | --- |
| - The George Gobel Show – James B. Allardice, Jack Douglas, Hal Kanter, Harry Winkler (NBC) - I Love Lucy – Jess Oppenheimer, Bob Carroll, Jr., Madelyn Pugh Davis (CBS) - The Jack Benny Program – George Balzer, Milt Josefsberg, Sam Perrin, John Tackaberry (CBS) - The Jackie Gleason Show – Jackie Gleason (CBS) - Make Room for Daddy – Danny Thomas (ABC) - Mister Peepers – Jim Fritzell, Everett Greenbaum (NBC) | - Studio One (Epizód: "Twelve Angry Men") – Reginald Rose (CBS) - Climax! (Epizód: "An Error in Chemistry") – David Dortort (CBS) - Four Star Playhouse (Epizód: "The Answer") – Leonard Freeman (CBS) - Medic (Epizód: "White Is the Color") – James Moser (NBC) - The Philco Television Playhouse – Paddy Chayefsky (NBC) |

### Egyéb kategóriák
| Legjobb riporter | Legjobb új műsorvezető |
| --- | --- |
| - John Daly (ABC) - Douglas Edwards (CBS) - Clete Roberts (szindikált sugárzás) - John Cameron Swayze (NBC) - Eric Sevareid (CBS) | - George Gobel (NBC) - Richard Boone (NBC) - Walt Disney (ABC) - Preston Foster (szindikált sugárzás) - Tennessee Ernie Ford (CBS) - Michael O'Shea (NBC) - Fess Parker (ABC) |

### Énekesek
| Legjobb énekes | Legjobb énekesnő                                                                                        |
| --- | --- |
| - Perry Como (NBC) - Eddie Fisher (NBC) - Frankie Laine (szindikált sugárzás) - Gordon MacRae (NBC) - Tony Martin (NBC) | - Dinah Shore (NBC) - Jane Froman (CBS) - Peggy King (NBC) - Gisele MacKenzie (NBC) - Jo Stafford (CBS) |

## Fordítás
- Ez a szócikk részben vagy egészben  a(z)   7th Primetime Emmy Awards című angol Wikipédia-szócikk fordításán alapul.  Az eredeti cikk szerkesztőit annak laptörténete sorolja fel. Ez a jelzés csupán a megfogalmazás eredetét és a szerzői jogokat jelzi, nem szolgál a cikkben szereplő információk forrásmegjelöléseként.